# Tchécoslovaquie aux Jeux olympiques d'hiver de 1984
L'équipe olympique de Tchécoslovaquie  a participé  aux Jeux olympiques d'hiver de 1984 à Sarajevo en Yougoslavie. Elle prit part aux Jeux olympiques d'hiver pour la quatorzième fois de son histoire et son équipe formée de cinquante athlètes remporta 6 médailles dont 2 d'argent et 4 de bronze et se classa 12e au classement des médailles.

## Médaillés
| Sport                  | Discipline              | Athlète(s) |
| Médaille d'Argent : 2  |                         | |
| Hockey sur glace       | Tournoi masculin        | - Jaroslav Benák - Vladimír Caldr - František Černík - Milan Chalupa - Miloslav Hořava - Jiří Hrdina - Arnold Kadlec - Jaroslav Korbela - Jiří Králik - Vladimír Kýhos - Jiří Lála - Igor Liba - Vincent Lukáč - Dušan Pašek - Pavel Richter - Jaromír Šindel - Radoslav Svoboda - Eduard Uvira |
| Ski de fond            | Relais 4 × 5 km Féminin | - Dagmar Švubová - Blanka Paulů - Gabriela Svobodová - Květa Jeriová |
| Médaille de Bronze : 4 |                         | |
| Ski de fond            | 5 km classique Féminin  | Květa Jeriová |
| Ski alpin              | Descente Femmes         | Olga Charvatova |
| Patinage artistique    | Messieurs               | Jozef Sabovčík |
| Saut à ski             | Grand tremplin Hommes   | Pavel Ploc |